# Animal Reproduction Science
Animal Reproduction Science is een internationaal, aan collegiale toetsing onderworpen wetenschappelijk tijdschrift op het gebied van de veeteelt en voortplanting. De naam wordt in literatuurverwijzingen meestal afgekort tot Anim. Reprod. Sci. Het tijdschrift verschijnt tweewekelijks.